# Alma (rzeka)
Alma (ukr., ros. Альма, krymskotat. Alma) – rzeka na Ukrainie, w Republice Autonomicznej Krymu, druga pod względem długości na Półwyspie Krymskim po Sałhirze. Znajduje się w południowej części Półwyspu Krymskiego. Początek rzeki znajduje się w Górach Krymskich, na wysokości miasta Ałuszta i uchodzi na zachodnim wybrzeżu Półwyspu Krymskiego do Morza Czarnego. Długość rzeki wynosi 84 km, a powierzchnia dorzecza 635 km².
Nad Almą 20 września 1854 miała miejsce bitwa, często uważana za pierwszą bitwę wojny krymskiej 1853–1856.